# Yaël Goosz
Yaël Goosz, né en 1980 dans la Sarthe, est un journaliste français.
Il est le chef du service politique de France Inter de 2018 à 2024. Il tient L'édito politique de la matinale de France Inter de 2022 à 2024.

## Biographie

### Jeunesse et formation
Yaël Goosz naît en 1980 dans la Sarthe. Il passe son enfance à Pontvallain où il fait ses premières armes derrière un micro à Radio Prévert, la chaîne de radio du collège Jacques Prévert de Pontvallain. Il y anime l'émission Double page de 1992 à 1996 et tient une chronique sur l'ornithologie.
Après le bac littéraire obtenu brillamment au lycée Montesquieu du Mans, il est diplômé de l'Institut d’études politiques de Rennes en 2002 puis de l'École supérieure de journalisme de Lille en 2004. En parallèle de ses études, il poursuit sa découverte de la radio et du journalisme par des chroniques à France Bleu Armorique et des piges à Ouest-France.

### Débuts professionnels
En 2004, Yaël Goosz intègre France Info en tant que présentateur et reporter. Il y tient aussi une chronique sur la météo intitulée Fahrenheit 105.5 : la météo est une science. Un de ses reportages, "Vietnam, les enfants de la dioxine" est notamment distingué par le jury du Prix Varenne en octobre 2005.
En 2006, il entre à Europe 1 où il travaille au service Informations Générales puis au service politique à partir de 2008, puis il devient grand reporter pour RTL en 2011. Il y couvre notamment la campagne présidentielle de 2012.

### Chef de service politique
Yaël Goosz est nommé chef du service politique de France Info à l'été 2015. En plus de ses fonctions de chef de rédaction, il y présente Le grand débrief politique et L'interview J-1 et participe à l'émission Tout est politique présentée par Jean-François Achilli.
Puis, en 2018, Il succède à Frédéric Métézeau à la tête du service politique de France Inter. En septembre 2022, il reprend L'édito politique de la matinale de France Inter après le départ de Thomas Legrand. Il tient cette rubrique deux ans, avant d'être remplacé par Patrick Cohen à la rentrée 2024. Ce retour de Patrick Cohen suscite une motion de défiance de la rédaction envers Adèle Van Reeth. Après son dernier édito politique le 19 juillet 2024, la médiatrice de Radio France note le courrier nombreux des auditeurs et auditrices qui disent leur tristesse et leurs regrets de le voir partir. 
À la suite de ce remplacement, il intervient comme chroniqueur dans la matinale de LCI à partir de septembre 2024, et quitte le poste de chef du service politique de France Inter. Il y est remplacé par le journaliste Maxence Lambrecq, chef adjoint du service depuis 2020. Il demeure néanmoins salarié de France Inter, où il assure une chronique quotidienne dans le 18/20.

### Télévision
Il participe en tant que chroniqueur à l'émission quotidienne Ça vous regarde sur LCP.
Il a été chroniqueur dans C Politique et C Politique, la suite aux côtés de Thomas Snégaroff sur France 5 pour la saison 2022-2023.

## Publication
- Jérôme Chapuis et Yaël Goosz, Les étés meurtriers : Les politiques ne prennent jamais de vacances, Plon, 2011, 311 p. (ISBN 978-2259212243, EAN 9782259212243)